# Fabio degli Abati Olivieri
Fabio degli Abati Olivieri (Pesaro, 29 aprile 1658 – Roma, 9 febbraio 1738) è stato un cardinale italiano.

## Biografia
Nato da Gian Andrea Olivieri e da Giulia di Orazio Albani, era cugino del cardinale Gian Francesco Albani, che nel 1700 divenne papa con il nome di Clemente XI.
Grazie alla protezione del cugino, ottenne prima un beneficio dalla Basilica di San Pietro, poi fu nominato canonico della Basilica di San Giovanni in Laterano per assumere successivamente l'incarico di aiutante dello stesso cardinale nella segreteria dei Brevi in Vaticano. All'elezione al papato del cugino, divenne prima segretario dei Brevi il 24 novembre 1700, poi, il 22 maggio 1706, referendario delle Due Segnature, nel 1713 prefetto dei Palazzi Apostolici e infine, il 16 maggio 1715, cardinale del titolo dei santi Vito e Modesto, nella cui chiesa verrà poi sepolto.
Alla morte di Clemente XI, nel 1721, e nei successivi tre conclavi cui partecipò, fu sempre tra i candidati favoriti per il papato, ma non fu mai eletto, prima per il parere contrario di Carlo VI d'Asburgo, poi per l'elezione di Innocenzo XIII e quindi per quella di Benedetto XIII. Sostenuto dalla Francia, per mezzo del cardinale Armand Gaston de Rohan, e dalla Spagna contro l'Impero Asburgico, nel conclave del 1724 la sua candidatura venne proposta dal cardinale Annibale Albani, un suo parente. In quell'occasione fu protagonista di un grave scandalo, sollevato dall'ambasciatore imperiale Maximilian von Kaunitz che non esitò a irrompere nella sala del conclave, accusandolo di simonia per aver promesso alla Francia la soppressione della bolla Unigenitus - emessa nel 1713 da Clemente XI a condanna del giansenismo - e alla Spagna i feudi di Parma e Piacenza, di Castro e di Ronciglione a favore di don Carlos, figlio di Filippo V.